# Žagarė
Žagarė es una pequeña ciudad en el norte de Lituania. Es la capital de la seniūnija homónima en el municipio-distrito de Joniškis de la provincia de Šiauliai. Se ubica junto a la frontera con Letonia, a orillas del río Švėtė.
En 2011 tenía 1712 habitantes.
Entre sus monumentos destacan una iglesia católica dedicada a los Santos Apóstoles Pedro y Pablo, la Colina de Žagarė y el Grupo Arquitectónico de Žagarė (palacio y parque). 
Se conoce la existencia del asentamiento desde 1254 con el nombre de Sagera. Žagarė fue un centro importante de guerreros de Semigalia. En el siglo XIII fue arruinada por la Orden Teutónica; posteriormente se desarrollaron dos localidades Nueva Žagarė y Vieja Žagarė, que en el siglo XIX se unieron para formar la actual ciudad Žagarė.